# Atolla vanhoeffeni
Atolla vanhoeffeni är en manetart som beskrevs av Russell 1957. Atolla vanhoeffeni ingår i släktet Atolla och familjen Atollidae. Inga underarter finns listade i Catalogue of Life.